# باکنینگ
باکنینگ (انگلیسی: Bakening) یک کوه آتشفشانی در شبه‌جزیره کامچاتکای کشور روسیه است.